# Vysoký kámen (přírodní památka, okres Sokolov)
Vysoký kámen je přírodní památka, byla vyhlášena v roce 1974 a nachází se u vsi Kámen na území Kraslice. Přírodní památka je zároveň zahrnuta do Evropsky významných lokalit v rámci soustavy Natura 2000. Území přírodní památky kopíruje vypreparovaný hřeben skalních výchozů táhnoucí se přibližně od jihu k severu v délce 300 metrů. Důvodem ochrany je zachování geologicky, geomorfologicky a esteticky významného skalního útvaru a na něj vázaných rostlinných a živočišných společenstev.

## Historie
Lokalita se těšila zájmu turistů již v 19. století. Roku 1883 zde byla přímo pod skalními útvary postavena hospoda, která však již v roce 1885 vyhořela. Další hospoda byla postavena v roce 1886 (někde se uvádí 1887). I tento objekt však 14. srpna 1906 zcela shořel. Ještě téhož roku zde byla postavena již třetí hospoda, ke které v roce 1928 přibyl velký sál a ve třicátých letech 20. století nová přístavba. Veškeré objekty však 24. listopadu 1937 vyhořely, ale podařilo se je obnovit. Po roce 1945 došlo k začlenění území do pohraničního pásma a restaurace i s nedalekou kaplí z roku 1870 byly odstřeleny.
Již dávno před vyhlášením zvláště chráněného území získala lokalita jistou ochranu. V roce 1907 vykoupil okres Kraslice pozemky se skalními útvary, aby zabránil těžbě kamene a lokalitu tak ochránil. Území bylo chráněno usnesením rady Okresního národního výboru v Sokolově ze dne 12. července 1974 jako chráněný přírodní výtvor Vysoký kámen. Nově vyhlásil chráněné území Okresní úřad v Sokolově s účinností od 24. července 2000 pod názvem Přírodní památka Vysoký kámen.

## Přírodní poměry
Skalní útvar z drobového kvarcitu je důležitým korelačním horizontem v metamorfovaných horninách ordovického stáří, s kamenným mořem, které je vzorovým příkladem kryogenního zvětrávání hornin ve čtvrtohorách.
Drobový kvarcit díky své odolnosti vůči zvětrávání vytváří skalní útvary Vysokého kamene a dalších izolovaných rozpukaných skalních věží 10–20 metrů vysokých, v jejichž okolí se nacházejí balvanitá pole. Nejvyšší skalní věží je Vyhlídková skála (780 m n. m.). Hřeben uzavírá skalní věž Větrná skála. Kvarcit obsahuje přibližně 90 % křemene, jeho tmavošedou barvu způsobuje celkem rovnoměrné rozptýlení rudních minerálů hematitu a ilmenitu s vysokým obsahem železa. V polohách kvarcitů jsou hojné, často do ležatých vrás zvrásněné žilky a čočky šedobílého křemene.

### Fauna a flóra
Přestože hlavním cílem ochrany nejsou rostlinné druhy, vyskytuje se zde několik významných druhů, které jsou součástí rostlinných společenstev, a tedy součástí předmětu ochrany. Nelesní biotop zahrnuje škálu skalních útvarů, kamenných moří, sutí a skalních stěn. Skalní štěrbiny hostí vegetaci silikátových skal. Příznačné je bohatství skalních druhů mechorostů (Brachythecium) a zvláště lišejníků (Lichen). Mezi nejvýznamnější lišejníky patří drobnovýtruska žlutolesklá (Pleopsidium chlorophanum), Verrucaria ochrostoma a řada druhů z rodů Umbilicaria, Parmelia, Cladonia, Cetraria. Z kapradin je častý osladič obecný (Polypodium vulgare). Na plochách s mělkou vrstvou půdy na skalních terasách roste vřes obecný (Calluna vulgaris), brusnice brusinka (Vaccinium vitis-idaea), brusnice borůvka (Vaccinium myrtillus). Na vlhčích místech v sutích najdeme některé druhy rašeliníku (Sphagnum nemoreum a Sphagnum russowii).
Na území přírodní památky hnízdí holub hřivnáč (Columba palumbus), byla zde pozorována liška obecná (Vulpes vulpes), kuna lesní (Martes martes), tchoř tmavý (Mustela putorius) a doložen je výskyt tetřívka obecného (Tetrao tetrix).

## Vrchol
Prostor přírodní památky zaujímá vrcholovou partii stejnojmenného vrchu s vrcholem 780 m n. m., který geomorfologicky spadá do celku Krušné hory, podcelku Klínovecká hornatina, okrsku Přebuzská hornatina, podokrsku Jindřichovická vrchovina a její samostatné části Bublavská vrchovina.
Na vrcholu je vyhlídková plošina s kruhovým výhledem na Krušné hory, Slavkovský les a Smrčiny.

## Galerie

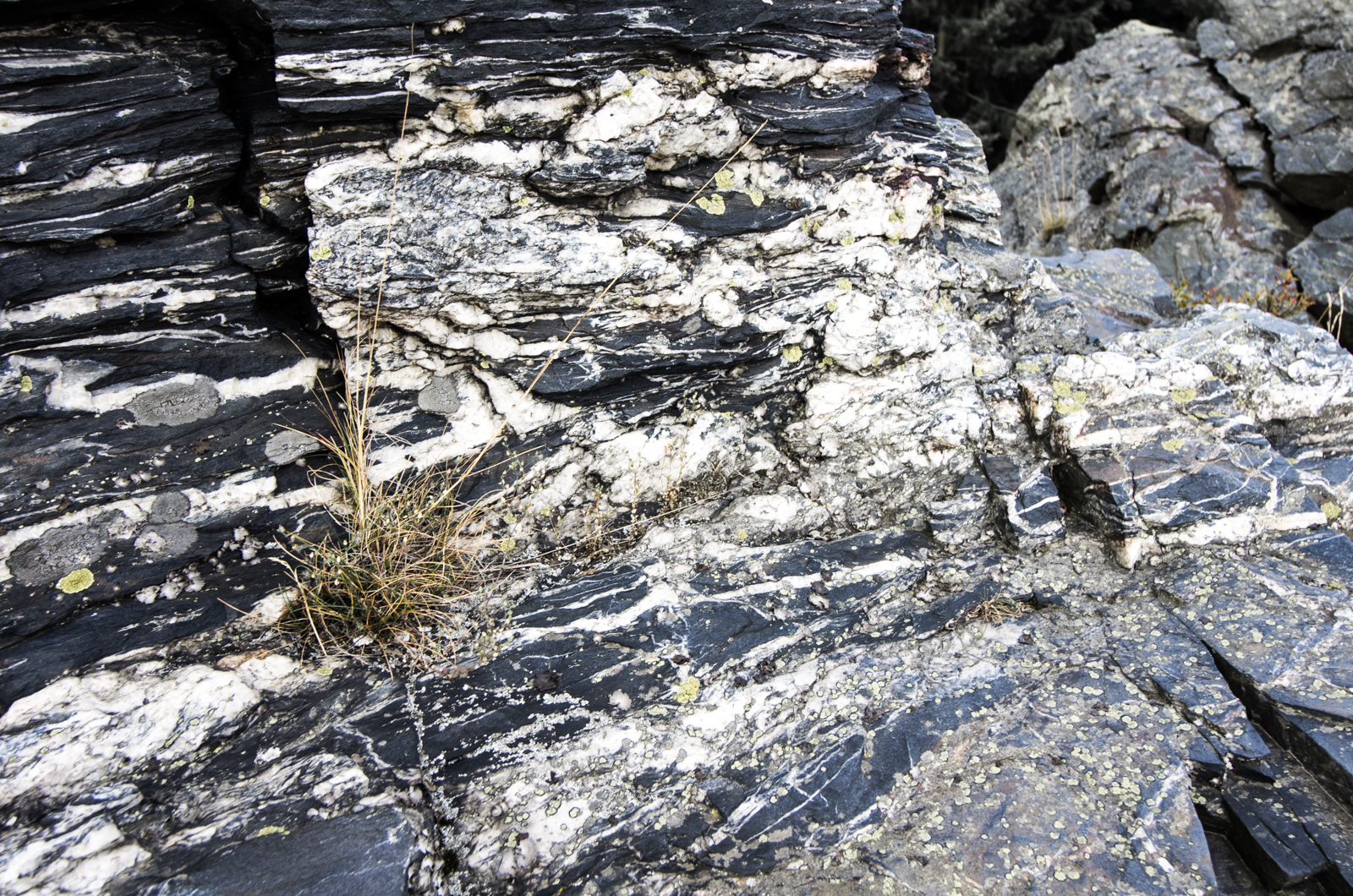
tmavý kvarcit (křemenec) s žilkami světlého křemene
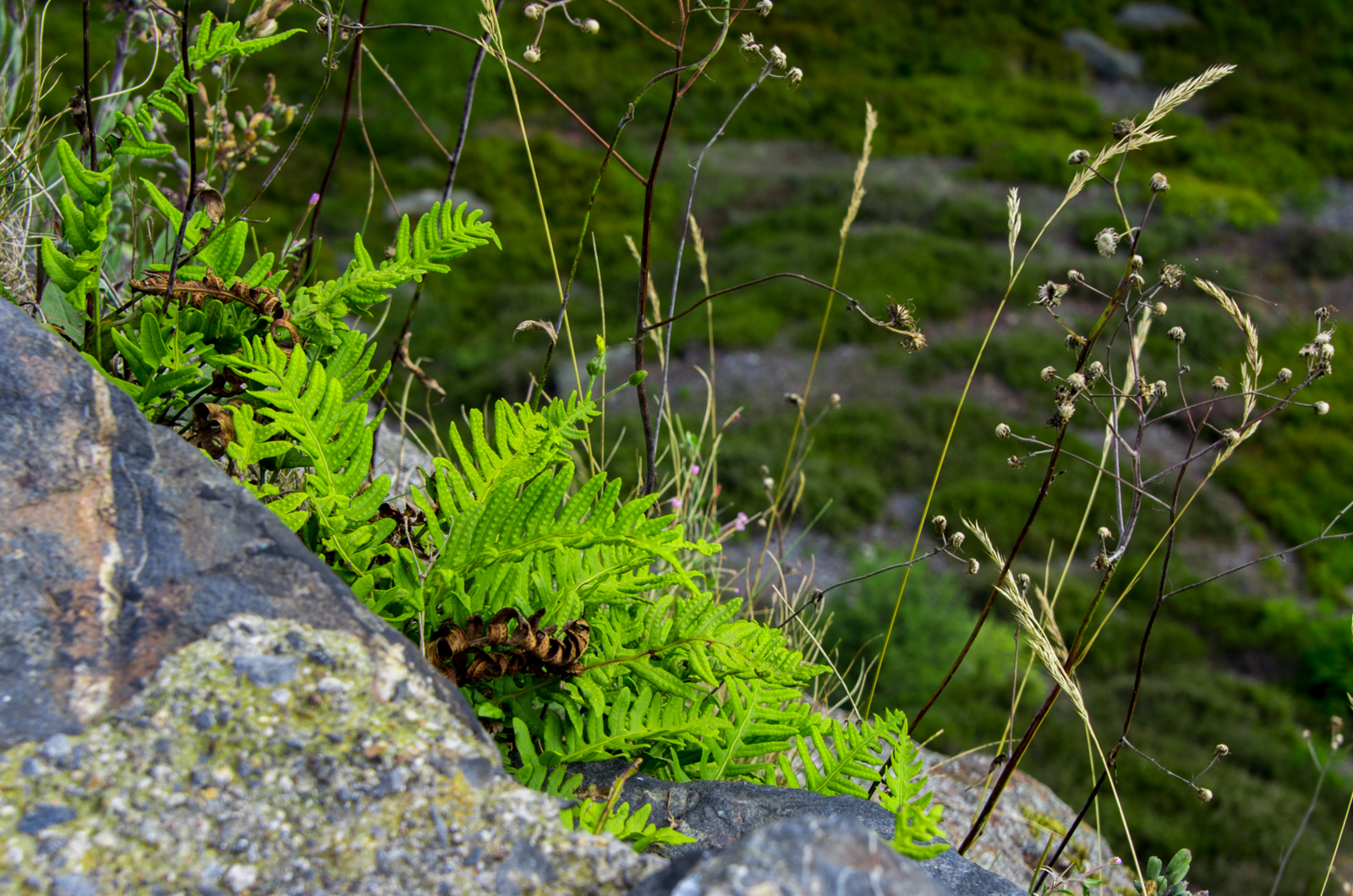
osladič obecný ve skalní štěrbině na lokalitě v červenci 2014
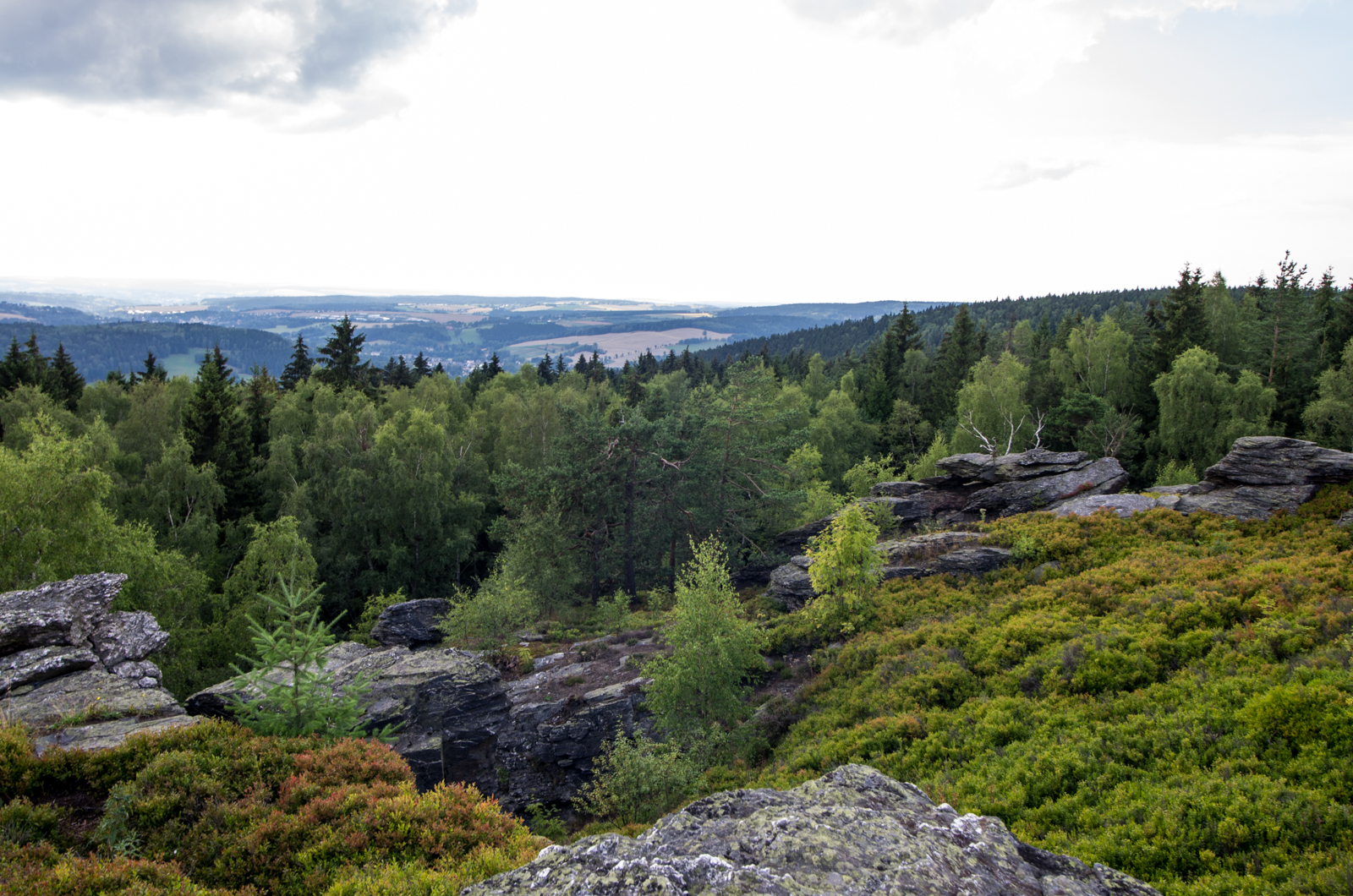
pohled z vrcholu západním směrem do Německa
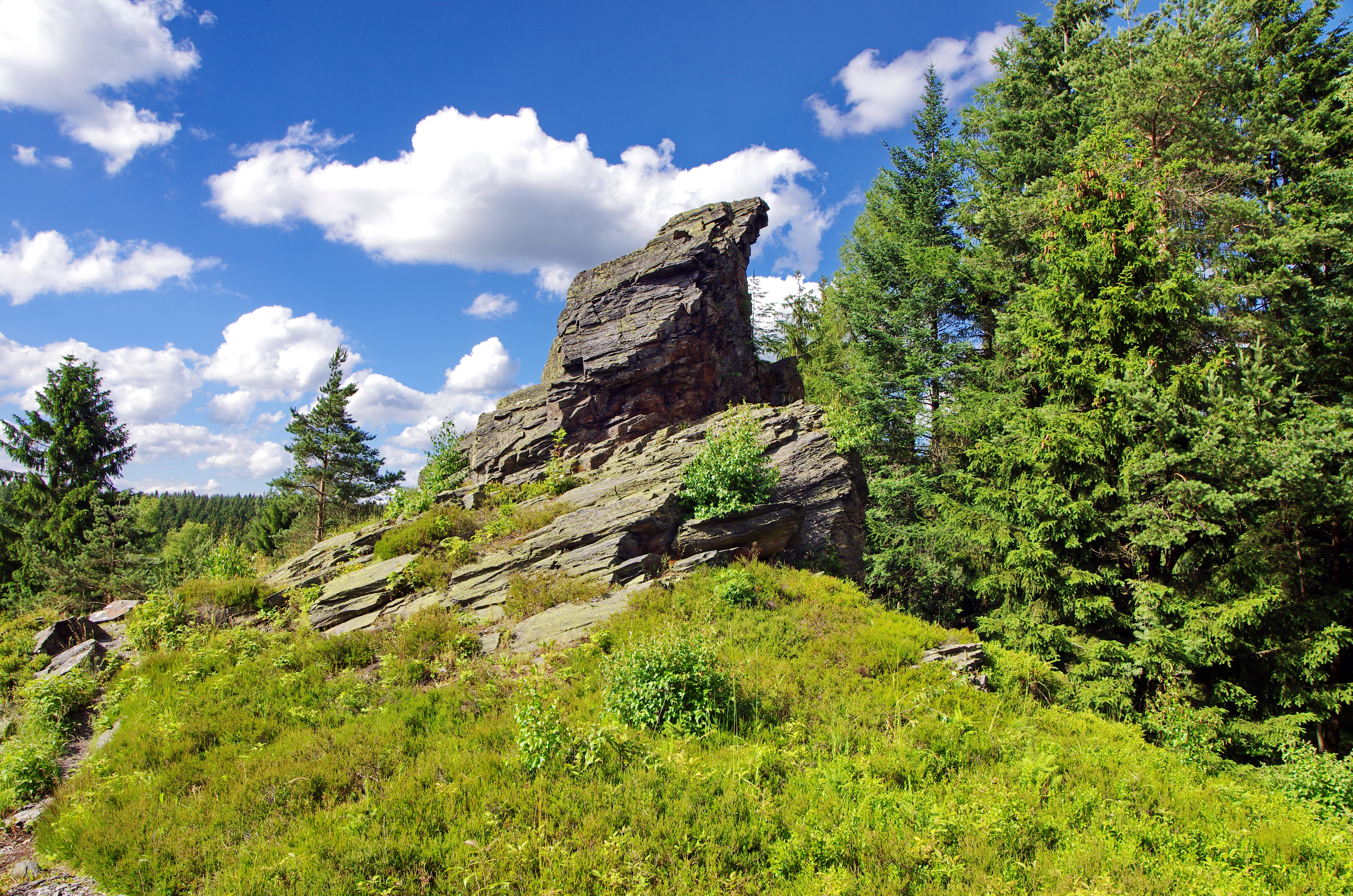
skalní útvar "zobák"
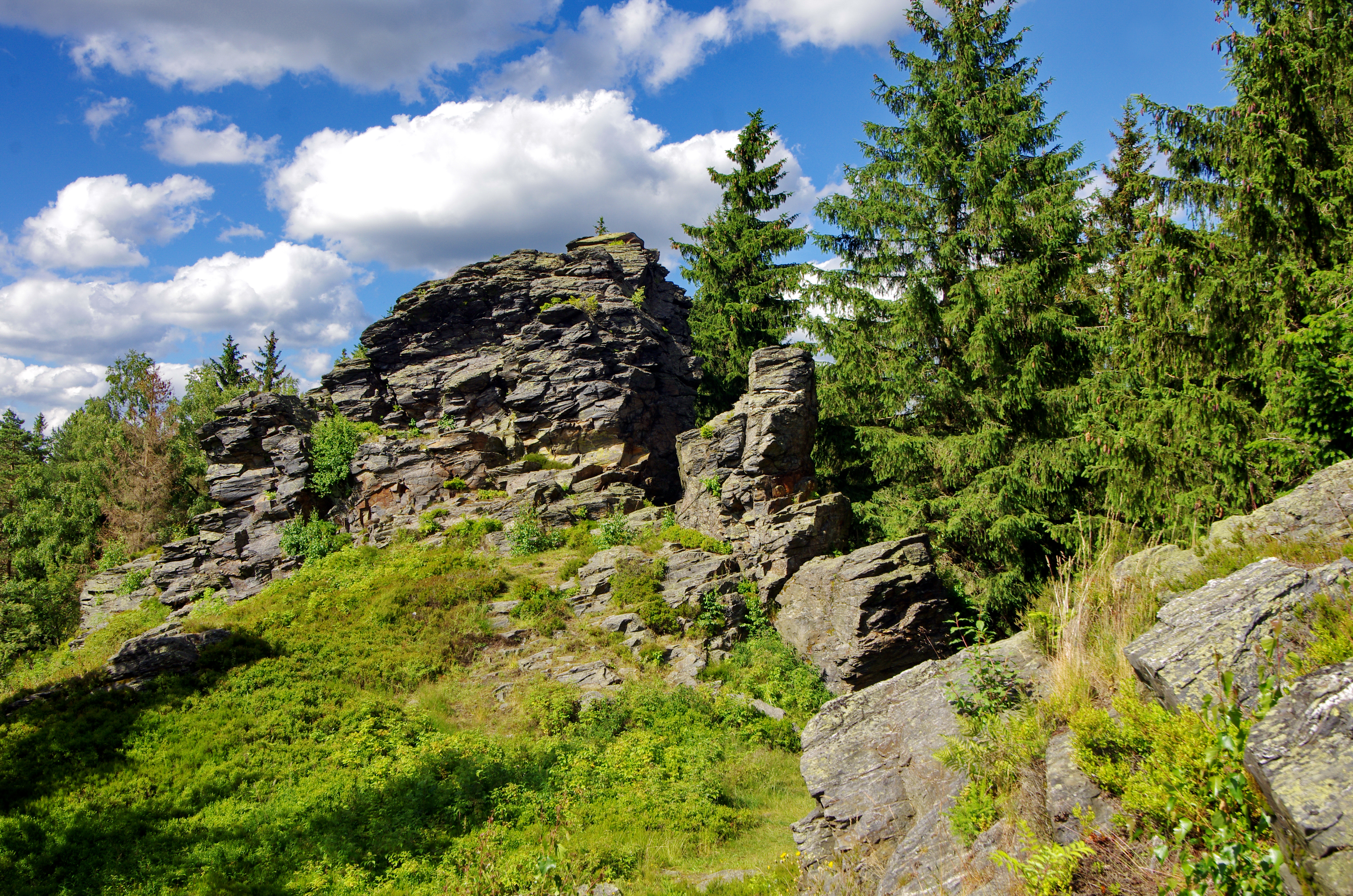
skalní útvary
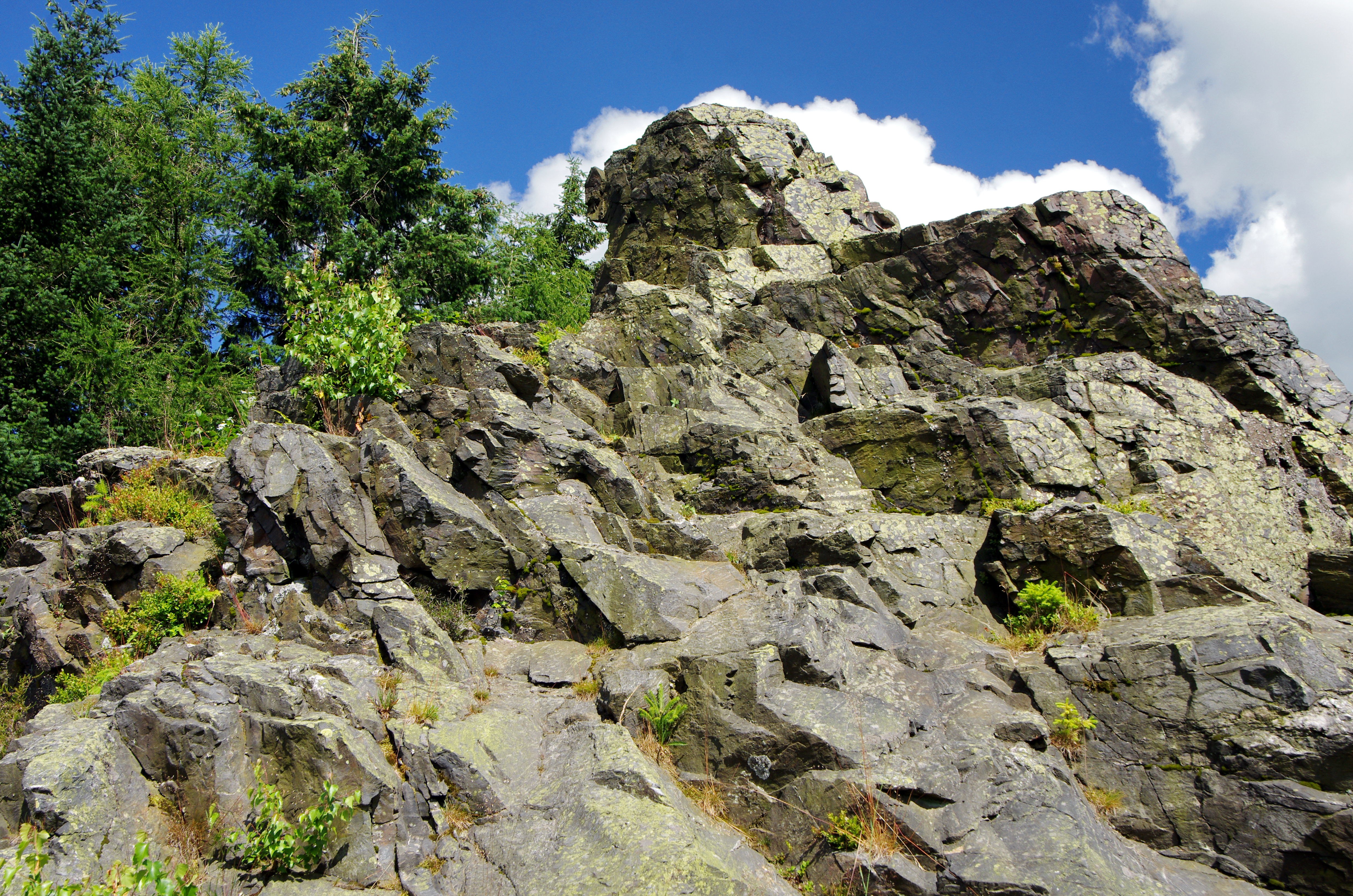
skalní útvary
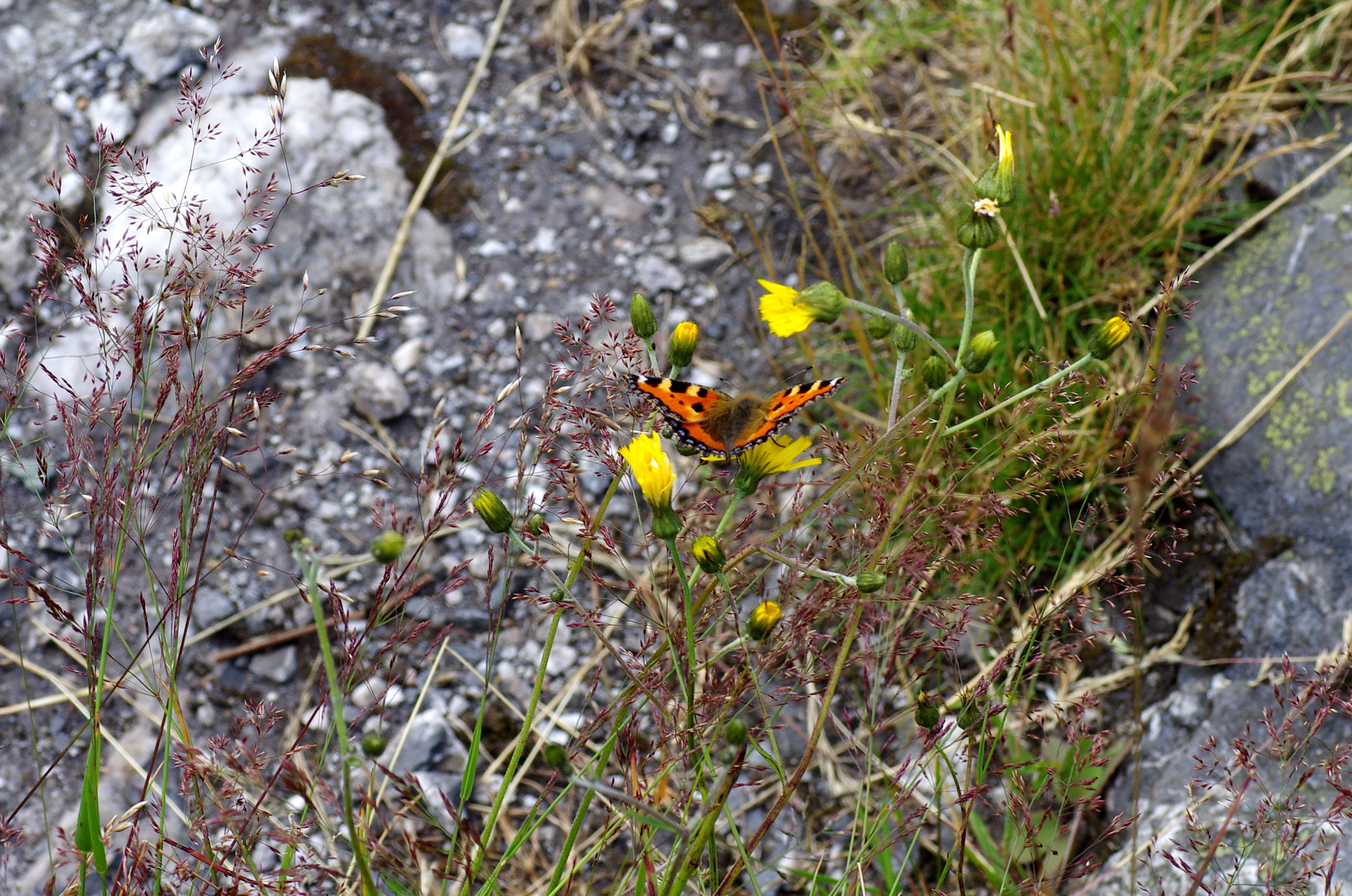
motýl na skalce